# Ellen Hanselaar-van Loevezijn
C.A.M. (Ellen) Hanselaar-van Loevezijn (Venlo, 27 augustus 1954) is een voormalige Nederlands bestuurder van het CDA.
Zij heeft in Nijmegen algemene taalwetenschappen en Italiaans gestudeerd. In het begin van haar carrière heeft zij een jaar onderzoek gedaan bij Philips in Eindhoven. Verder is zij vier jaar docent geweest aan de TU Delft en was zij enkele jaren voorlichter en beleidsmedewerker voor CDA-fractie in de Tweede Kamer. 
Zij was lid van de Provinciale Staten van Gelderland totdat zij in 2002 benoemd werd tot burgemeester van de Limburgse gemeente Mook en Middelaar. In de zomer van 2007 volgde haar benoeming tot burgemeester van het Limburgse Roerdalen. 
Na zes jaar nam zij daar afscheid. Haar afscheidsreceptie in Roerdalen op 31 mei 2013 werd ontsierd door een valse bommelding.